# Соломон Нортъп
Соломон Нортъп (на английски: Solomon Northup; юли 1808 – 1863?) е роден в свобода афроамериканец от щата Ню Йорк.

## Биография
Син на освободен роб, фермер и цигулар, Нортъп притежавал имот в градчето Хеброн. През 1841 г. е отвлечен от търговци на роби, които го примамили с предложение за работа като музикант. Пристигнал с мнимите си работодатели в столицата Вашингтон, Нортъп бил упоен и продаден като роб с фалшиво име. Бил притежание на няколко различни собственика в Луизиана в продължение на 12 години. Правил многократни опити да избяга и да изпрати съобщение до семейството си. След един успешен опит семейството му запознава със случая губернатора на Ню Йорк, Уошингтън Хънт. Нортъп получава отново свободата си през 1853 г. и се завръща при семейството си в Ню Йорк.
Нортъп завежда дело срещу търговците на роби от Вашингтон, но губи делото в местни съд. Законът в Окръг Колумбия му забранявал чернокожи да свидетелстват срещу бели, а без собствените си показания не можел да претендира обезщетение. Впоследствие двама мъже в Ню Йорк са задържани за отвличане, но впоследствие обвинението пада.
В първата си година на свобода Нортъп публикува мемоарите си под заглавието „12 години в робство“ (1853). В подкрепа на аболиционистката кауза той държи и десетки лекции в Американския северозапад.
Подробностите около смъртта му са неизяснени.